# Jedan dan
"Jedan dan" (tradução em portuguesa: "Um dia") foi a canção que representou a Jugoslávia no Festival Eurovisão da Canção 1968 que teve lugar em Londres. A referida canção foi interpretada em servo-croata pelo duo Dubrovački Trubaduri (composto por Hamo Hajdarhodžić e Luci Kapurso). Foi décima-sétima canção (última) a ser interpretada na noite do evento, a seguir à canção alemã "Ein Hoch der Liebe", interpretada por Wenche Myhre. Terminou a competição em sétimo lugar, tendo recebido um total de 8 pontos.
No ano seguinte (1969), a Jugoslávia fez-se representar com o tema "Pozdrav svijetu", interpretada por Ivan & 3 M´s.

## Autores
A canção tinha letra de Stijepo Stražičić, música de Đelo Jusić, Stipica Kalogjera e orquestrada por Miljenko Prohaska.

## Letra
A canção é uma balada com o duo pedindo pelo menos um dia de felicidade e desejando que todos os sejam dias felizes para todo o mundo.

## Versões
o duo gravou uma versão em inglês intitulada "A day or two ".